# Route nationale 460
Pour les articles homonymes, voir Route 460.
La route nationale française 460 ou RN 460 était une route nationale française reliant Épinal à Dijon (Elle débouchait en réalité sur la RN 70 à Varois, à l'entrée de l'agglomération dijonnaise).
À la suite de la réforme de 1972, la RN 460 a été déclassée en RD 460 dans les Vosges, la Haute-Marne et la Haute-Saône, et en RD 960 dans la Côte-d'Or.

## Ancien tracé d'Épinal à Champlitte (D 460)
- Épinal (km )
- Darney (km 37)
- Bourbonne-les-Bains (km 68)
- Champlitte (km 115)

## Ancien tracé de Champlitte à Varois (D 960)
- Champlitte (km 115)
- Fontaine-Française (km 132)
- Varois-et-Chaignot (km 163)